# Fort Ruijghaver

Karte zur möglichen Lage des niederländischen Forts Ruijghaver

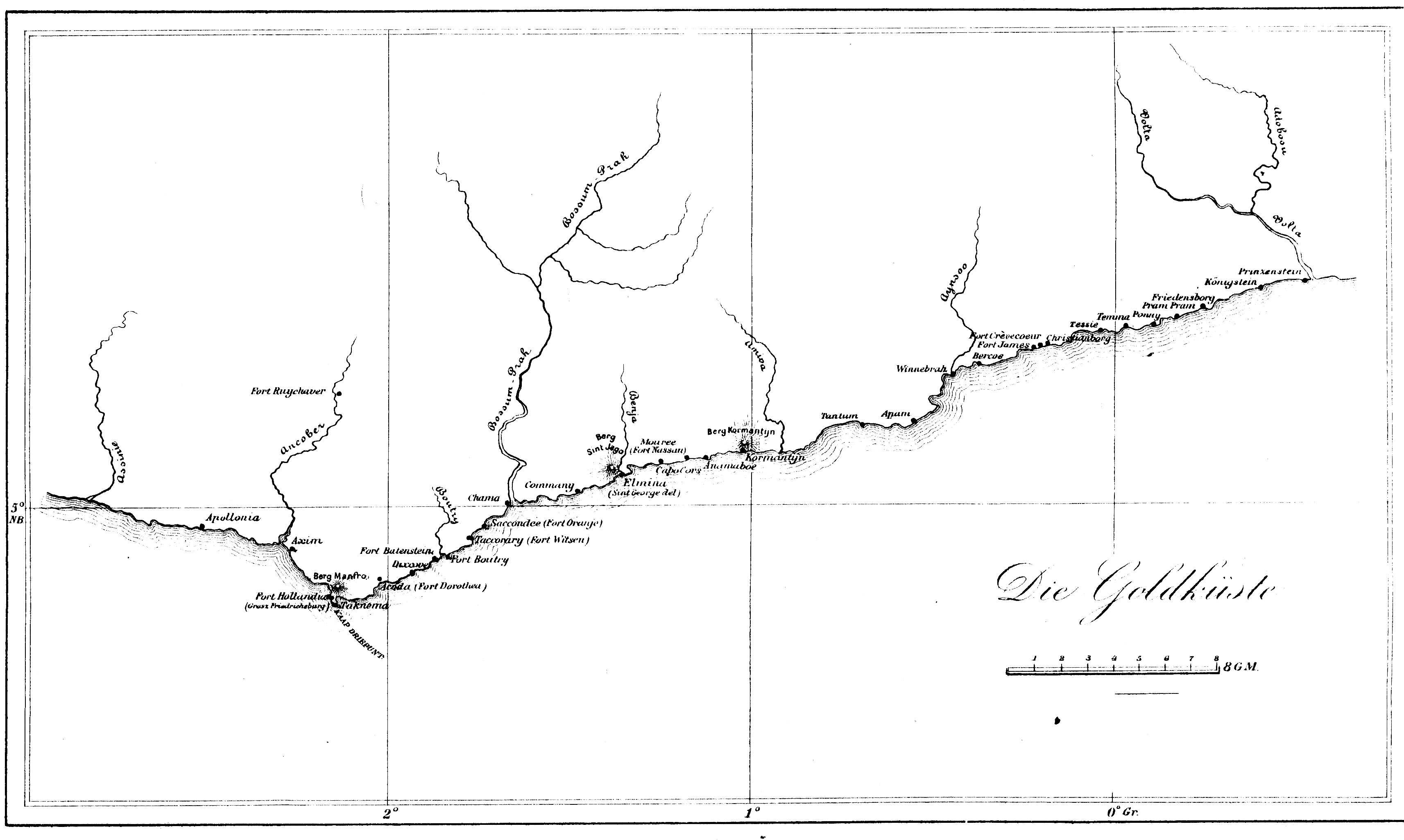
Die bei Doorman wiedergegebene Karte bezüglich der niederländischen Niederlassungen auf der Goldküste

Fort Ruijghaver (in der englischsprachigen Literatur zumeist als Fort Ruychaver bezeichnet) war eine niederländische Handelsniederlassung im Hinterland der westlichen Goldküste im heutigen Ghana, welche im Zeitraum von 1654 bis 1660 am Fluss Ankobra existiert hat.
Der Name der Niederlassung geht auf Jacob Ruijghaver zurück, dem Generaldirektor der Niederländischen Westindien-Kompanie (W.I.C.) auf der Goldküste, der die Errichtung dieser Niederlassung in die Wege geleitet hatte.
Der Zweck der Faktorei bestand im Handel mit Gold, war diese doch in einer Gegend errichtet worden, die traditionell als eines der Goldproduktionszentren galt.
Die Klassifizierung der Niederlassung als Fort ist jedoch eine Erfindung aus der modernen Literatur, denn von einer befestigten militärischen Schutzanlage im Sinne einer kleineren Festung konnte keine Rede sein. Die Niederlassung bestand lediglich aus einem Haus (Lodge oder Loge) nebst einigen kleineren Hütten.

## Standort des Forts
Über den genauen Standort des Forts ist man in der Literatur unterschiedlicher Meinung, wie es die Karte verdeutlichen soll.
Eine These geht davon aus, dass sich das Fort Ruijghaver am rechten Ufer des Ankobra direkt gegenüber der Mündung des Bonsa-Flusses in der Egwira-Region befunden hat, wie unter anderem eine bei Doormann wiedergegebene Karte verdeutlicht.
Die andere These, die hauptsächlich von Daaku vertreten wird, nimmt einen Eintrag im Tagebuch des damaligen Generaldirektors Valckenburg zum Ausgangspunkt, der Fort Ruijghaver in einer Entfernung von 30 Meilen von der Küste am Ankobra-Fluss beschreibt. Zu jener Zeit verkörperte 1 Amsterdamer Meile = 5.754,53 m, so dass 30 Meilen eine Entfernung von fast 173 km entsprachen. In der Tat befindet sich in dieser Entfernung (Luftlinie) am Ankobra-Fluss die Ortschaft Sanaha (Sanaya), bei der sich gemäß Daaku das Fort befunden haben soll.
An beiden Standorten befinden sich ausgedehnte Goldfelder, die auch schon in weit vorkolonialer Zeit als Zentren der Goldproduktion galten. Aber es erscheint wenig glaubhaft, dass die Niederländer damals die Goldfelder der Prestea/Tarkwa-Region durchquert haben sollen, um andere, weitaus nördlicher gelegene Goldzentren als Handelsquellen zu erschließen.

## Geschichte der Niederlassung
Die Geschichte der Niederlassung war ebenso dramatisch wie kurzlebig.
An gleicher Stelle (oder in dessen Nähe) hatte sich zuvor eine französische Niederlassung befunden.
Obwohl man an zahlreichen Orten in Westafrika Niederlagen und Verluste hatte hinnehmen müssen, war es den Niederländern gelungen, zumindest in Axim eine sichere und machtvolle Präsenz aufzubauen. Mit Axim als Ausgangsbasis wurden daher auch Anstrengungen unternommen, den niederländischen Einfluss weiter in das Landesinnere auszudehnen, um dadurch einen besseren Zugang zu den Goldquellen zu bekommen.
Sehr erfolgreich war man dabei allerdings nicht, was nicht zuletzt dem einheimischen Widerstand gegen eine dauerhafte niederländische Präsenz geschuldet war. Dennoch scheint der Handelsneid gegenüber der bereits in der Egwira-Region etablierten französischen Konkurrenz bei den Niederländern übergroß gewesen zu sein, so dass man den 1654 Entschluss fasste, trotz des Friedenszustands zwischen Frankreich und den Niederlanden in Europa, den französischen Handelsposten am Ankobra-Fluss anzugreifen und gewaltsam zu besetzen.
Obwohl die hiesige einheimische Bevölkerung zunächst den Niederländern im gewissen Grade feindselig gegenüberstand, gelang es diesen schließlich, ein dauerhaftes Bleibe- und Handelsrecht zu erlangen. Seitens der Niederländer versuchte man daraufhin, den augenblicklichen Zustand des Geduldetwerdens zu zementieren und auf eine friedliche Basis zu stellen. Hierzu lud man einheimische Salz-Händler aus Axim dazu ein, sich in der unmittelbaren Nachbarschaft von Fort Ruijghaver, wie man die Niederlassung nun nannte, anzusiedeln, um mit den Egwira-Leuten Handel zu treiben.
Trotz einer gewissen allgemeinen Oppositionshaltung der einheimischen Bevölkerung den Niederländern gegenüber, blieb es jedoch zunächst friedlich, aber dieser Zustand sollte nicht lange andauern. 1659 vermerkte man in Axim, dass jegliche Kommunikations- und Transportwege zum Fort Ruijghaver unterbrochen seien und man keine Kenntnis davon hätte, welche Ereignisse zu einer derartigen Feindseligkeit der Egwiras geführt haben. Anfang 1660 erhielt man schließlich die Nachricht, dass die gesamte Niederlassung zerstört worden sei und dass die aximischen Salzhändler wieder vertrieben worden seien. Das niederländische Unternehmen am Ankobra-Fluss war damit gescheitert.
Dieses Scheitern war jedoch in erster Linie das Ergebnis von Taktlosigkeiten des vor Ort agierenden niederländischen Sub-Faktors, ein Mann namens de Liefde, welche eine ohnehin vorhandene allgemeine Oppositionshaltung zusätzlich verstärkt und letztlich die Katastrophe heraufbeschworen hatte.
De Liefde hatte damals ein Geschäft mit einem Adom-Häuptling namens Jantecona getätigt. Dieser verstarb jedoch und hinterließ zum Zeitpunkt seines Todes bei de Liefde eine Schuldsumme in Höhe von etwa 12 Unzen Gold in damaliger Währung. Zum Eintreiben dieser Schuldsumme ließ de Liefde daraufhin eine Ehefrau des Verstorbenen nebst einem seiner Kinder kidnappen („panjarren“ im damaligen Sprachgebrauch). Dies bedeutete, dass die Witwe und das Kind so lange bei ihm als Geiseln festgehalten wurden, bis die Schuld getilgt war.
An sich wäre dies im damaligen einheimischen Rechtsverständnis vollkommen legitim gewesen, hätte nicht de Liefde bereits zwei weitere Geiseln in Haft gehabt. Damit hatte er in den Augen der Einheimischen einen klaren Rechtsbruch begangen, denn er hätte mit dem „Panjarren“ entweder warten müssen, bis die bisherigen Geiseln ausgelöst worden waren, oder diese, im Falle, dass ihm die Angelegenheit mit der Jantecona-Familie wichtiger ist, freilassen müssen. Dies hatte jedoch de Liefde nicht getan. Die beiden Familien der Geiseln waren daraufhin zutiefst beleidigt und forderten Genugtuung, sie wurden aber von de Liefde nur mit Verachtung gestraft und auch dementsprechend behandelt.
De Liefde ging dabei sogar so weit, Corre Chary (Kore Kyere), einem einflussreichen Egwira-Häuptling, die Anhörung bezüglich einer Fürsprache zugunsten der Geiseln zu verweigern. So kam es, wie es kommen musste. Eine Adom-Armee unter dem Kommando eines Boubou rückte an und begann die Niederlassung zu belagern. Von den Ortsansässigen konnte de Liefde keine Unterstützung erwarten, im Gegenteil, viele von ihnen unterstützen offen die Adom-Krieger mit Nahrungsmitteln u. a. und einige beteiligten sich auch daran, die von den Niederländern angesiedelten aximischen Salzhändler wieder zu vertreiben.
Angesichts der ausweglosen Lage legte schließlich de Liefde Feuer in seine Pulverkammer und sprengte sich selbst mit dem gesamten Gebäude in die Luft.
Einen Versuch der Wiederbelebung ihres Handelspostens oder des Fußfassens an anderer Stelle im Egwira-Land unternahmen die Niederländer nicht. Man konzentrierte sich in der Folgezeit eher darauf, die eigene Machtposition in und um Axim zu erhalten beziehungsweise weiter auszubauen.